# الطريق البورمي إلى الاشتراكية
يمثل الطريق البورمي إلى الاشتراكية، الأيديولوجية الديكتاتورية العسكرية في بورما في ظل حكم حزب البرنامج الاشتراكي لبورما من عام 1962 وحتى عام 1988. قاد ني وين، مع الجيش البورمي، انقلاب مارس 1962 للإطاحة برئيس الوزراء يو نو والبرلمان الاتحادي الديموقراطي بسبب الأزمات الاقتصادية والدينية والسياسية، ولا سيما قضية الفيدرالية وقضية إعطاء ولايات بورما الحق في الانفصال. أنشأ المجلس الثوري الاشتراكي دولة بورما الاشتراكية ذات الحزب الواحد، حزب البرنامج الاشتراكي لبورما، واعتمد الطريق البورمي إلى الاشتراكية في شهر أبريل 1962 بصفته مخططًا للتنمية الاقتصادية في البلاد، ما تسبب بتراجع نسبة النفوذ الأجنبي في بورما إلى 0%، وزيادة دور الجيش في إدارة البلاد. ترأس الديكتاتور ني وين بورما بحكم الأمر الواقع؛ فكان رئيسًا لحزب البرنامج الاشتراكي لبورما، وشغل في نفس الوقت عدة مناصب أخرى بما في ذلك منصب رئيس الوزراء. غُير اسم بورما خلال فترة حكم ني وين إلى جمهورية اتحاد بورما الاشتراكية، واستبدل، في عام 1974، المجلس الثوري الاتحادي بمجلس الشعب. اتسم الطريق البورمي إلى الاشتراكية بالانعزالية والشمولية وتبني الخرافات وكراهية الأجانب والصينوفوبيا ورفض سياسات الحرب الباردة.
وصف العديد من الباحثين الطريق البورمي إلى الاشتراكية بأنه «فشل ذريع»، وبأنه حول واحدةً من أكثر البلدان الآسيوية ازدهارًا إلى واحدة من أفقر دول العالم. شهدت بورما خلال تلك الفترة زيادة كبيرة في نسب الفقر، وتراجعًا في حالة المساواة بين الافراد، وزادت نسب الفساد فيها، وزادت عزلتها الدولية، ووصفت بأنها دولة «كارثية». ارتفع نصيب الفرد البورمي من الناتج المحلي الإجمالي الحقيقي لبورما من 159.18 دولار أمريكي في عام 1962 إلى 219.20 دولار أمريكي في عام 1987، بنسبة تقارب 1.3% سنويًا، مع ذلك، بقي معدل النمو في حصة الفرد البورمي من الناتج الإجمالي لبلاده أحد أضعف المعدلات في شرق آسيا خلال تلك الفترة. عمل البرنامج الاشتراكي لبورما أيضًا على زيادة الاستقرار المحلي، ومنع التورط في صراعات الحرب الباردة التي أثرت سلبًا على دول أخرى في منطقة جنوب شرق آسيا.
أُطيح بنظام الطريق البورمي إلى الاشتراكية من خلال انتفاضة 8888 المؤيدة للديموقراطية في عام 1988، وذلك بعد محاولة ني وين جعل فئات العملة البورمية، الكيات، قابلة للقسمة على العدد 9، ما تسبب بالقضاء على مدخرات الملايين من الشعب البورمي. استخدم الجيش البورمي العنف لقمع انتفاضة 8888، وأنشأ فيما بعد مجلس الدولة لاستعادة القانون والنظام.

## خلفية
اعتمدت بورما في عهد رئيس الوزراء، يو نو، والحكومة الائتلافية بقيادة تحالف الحرية الشعبية المناهض للفاشية في البرلمان الاتحادي سياسات اقتصادية يسارية تدعم الرفاهية، لكن، ظل النمو الاقتصادي بطيئًا في البلاد طوال فترة الخمسينيات. بحلول عام 1958، بدأت بورما في التعافي الاقتصادي، لكنها، وبالمقابل، بدأت بالانهيار من الناحية السياسية، خصوصًا بعد انقسام تحالف الحرية الشعبية المناهض للفاشية إلى قسمين اثنين، تحالف الحرية الشعبية النظيف المناهض للفاشية بقيادة يو نو وتاكين تين، وتحالف الحرية الشعبية المستقر المناهض للفاشية بقيادة با سوي وكياو نيين. ظل هذا الوضع مسيطرًا على البلاد، مع نجاح عرض «السلاح من أجل الديموقراطية» الذي قدمه يو نو ليو سييندا في أراكان، والذي سلمت من خلاله شعوب الباو والمون والشان أسلحتها. تراجعت حالة الاستقرار في البرلمان الاتحادي بشكل حاد، إذ نجا يو نو من حجب الثقة عنه بعد أن قلب أعضاء الجبهة الوطنية المتحدة المعارضة، الذي يُعتقد بأن أعضاءها شيوعيون في الخفاء، كفة ميزان التصويت لصالح إبقائه في منصبه. اعتبر المتشددون في الجيش البورمي أن هذا الوضع في البرلمان يهدد الحزب الشيوعي البورمي، وتوصلوا إلى اتفاق مع يو نو من خلال الجبهة الوطنية المتحدة، أسفر عن دعوة يو نو للجنرال ني وي، رئيس أركان الجيش لشغل منصب رئيس وزراء بورما بشكل مؤقت بهدف إعادة فرض النظام في البلاد. أُلقي القبض على أكثر من 400 من «المتعاطفين ع الشيوعيين» ورُحل 153 شخص منهم إلى مستعمرة عقابية في جزيرة كوكو الكبرى في بحر أندامان، كان من هؤلاء الأشخاص زعيم الجبهة الوطنية المتحدة، أونغ ثان، الأخ الأكبر لأونغ سان. أُغلقت في تلك الفترة عدة صحف من بينها بوتاهتونغ، وكيمون، ورانغون ديلي.
في 28 أكتوبر 1958، انقلب ني وين بالتعاون مع يو نو على نظام الحكم في بورما، وتمكن من إعادة الاستقرار السياسي إلى البلاد، وعرفت تلك الفترة باسم «فترة حكومة ني وين لتسيير الأعمال» واستمرت حتى انتخابات شهر فبراير 1960 التي أعادت تحالف الحرية الشعبية النظيف المناهض للفاشية إلى السلطة بأغلبية كبيرة. أُعيدت تسمية التحالف إلى حزب الوحدة. سلم ني وي السلطة رسميًا إلى يو نو، الرابح في الانتخابات، في 4 أبريل 1960. مع ذلك، لم يستمر استقرار الوضع السياسي في بورما لمدة طويلة، ويعود ذلك إلى الشكاوي التي قدمتها حركة شان الفيدرالية، التي أنشأها أول رئيس لبورما ساو شوي تايك (حكم البلاد بين عامي 1948 و 1952)، مع ساوفا نياونغ شوي. كان أتباع شان الفيدراليين يطمحون لإنشاء نظام فيدرالي غير مُحكَم في بورما. كانت حركتهم تعد حركة انفصالية لإصرارهم على احترام حق الحكومة البورمية في الانفصال بعد عشر سنوات، حسب ما نص دستور عام 1947. نجح ني وين في تجريد أتباع شان من سلطاتهم الإقطاعية بعد أن أعطاهم، في عام 1959، معاشات تقاعدية مناسبة طيلة حياتهم. مع ذلك، استمرت القضايا المتعلقة بالنظام الاجتماعي وإقامة نظام فيدرالي عالقة دون إيجاد حل جذري لها.

### انقلاب بورما لعام 1962
بحلول عام 1962، كان الشعب البورمي ينظر إلى الحكومة البورمية المدنية المنتخبة على أنها حكومة فاسدة وغير كفؤة في حكم البلاد وغير قادرة على فرض القانون والنظام، بالمقابل، كان الجيش البورمي يتمتع بشعبية كبيرة لتمكنه من فرض حالة من الاستقرار على البلاد في عهد حكومة تصريف الأعمال برئاسة ني وين. في 2 مارس 1962، وبعد أقل من عامين من عودته إلى الحكم المدني، قاد ني وين انقلابًا عسكريًا ثانية على الحكومة البورمية، دون مباركة من يو نو. أسس ني وين دولة بورما الاشتراكية، بقيادة حزب واحد، وتحكمها حكومة عسكرية حل فيها المجلس الثوري الاشتراكي محل البرلمان الاتحادي باعتباره الهيئة الحاكمة العليا. أصبح الديكتاتور ني وي رئيسًا للمجلس الثوري الاتحادي ورئيس وزراء بورما ورئيس الدولة ورئيس الحكومة. في شهر أبريل 1962، تبنت حكومة المجلس الثوري الاشتراكي أيدولوجية «الطريق البورمي نحو الاشتراكية» بصفتها الأيدولوجية السياسية والاقتصادية الرسمية للحكم في البلاد. في شهر يوليو من نفس العام، أفرزت الأيدولوجية حزب البرنامج الاشتراكي البورمي ليكون الحزب القانوني الوحيد في بورما. مع استلام ني وين لزمام الحكم في بورما، أصبح حزب البرنامج الاشتراكي البورمي الحزب الحاكم في البلاد.